# 大興善寺
大興善寺（だいこうぜんじ）は、中華人民共和国陝西省西安市雁塔区にある寺。隋の文帝が仏教復興の象徴、または国寺として建立した寺である。

## 位置
大興善寺は、文帝が即位後に新都として造営を開始した大興城のメイン・ストリートである朱雀門街の中ほど、すなわち大興城の中心に当たる位置にある靖善坊に置かれた。向かいの崇業坊には相い対する形で玄都観という道観が置かれた。但し、玄都観が崇業坊内の幾つかの道観の中で一番大きいというだけであったのに対して、大興善寺の方は、靖善坊の一坊すべてを占めていた。このことを以てしても、文帝の奉仏政策のさまをうかがい見ることができる。つまり、大興善寺は、その建立の当初から、その仏教治国策の中心寺院として構想されたのである。

## 寺名の由来
「大興」は、開皇2年（582年）の大興城造営と同時に詔勅によって定められた大興殿、大興門、大興県、大興園などの施設と同様、都城名に由来している。「善」の字は、その坊名から一字拝借したものである。

## 住した僧侶
北周末の大象元年（579年）に仏教復興に伴って陟岵寺に置かれた菩薩僧120名が、580年には正式の得度を受け、大興善寺が建立されると、移されて住僧とされた。この措置を見るだけでも、対仏教・道教の立場こそ違え、武帝の通道観・通道観学士と、宣帝の陟岵寺・菩薩僧、文帝の大興善寺・元菩薩僧の三者は、立場や名称こそ異なるけれども、統治者側の意向による国家的色彩の濃厚な施設と人員であったことを窺い知ることができる。
また、闍那崛多・那連提耶舎・達磨般若・毘尼多流支らの西域からの渡来僧や、浄影寺の慧遠や曇遷・霊裕らの高僧名僧、60名余も集められ、訳経事業が行なわれた。こちらは、初唐の西明寺や大慈恩寺を舞台として行なわれた玄奘らの大規模な訳経を彷彿とさせるものである。

## 僧官
住僧のうち、那連提耶舎が外国僧主となり、僧猛は隋国大統、曇遷が昭玄大統、曇延が昭玄統となり、天下の僧徒を統制する立場に就いた。